# 遍照院 (今治市)
遍照院（へんじょういん）は、愛媛県今治市菊間町に所在する寺院である。宗派は真言宗豊山派、法佛山 遍照院 日輪寺と号し、四国霊場 中札所 弘法大師やくよけ別願所。本尊は聖観音、開基本尊厄除弘法大師。新四国曼荼羅霊場第42番札所。通称は厄除大師。
御詠歌：みな人の 厄をば拂ふ 日輪寺 星のさわりも 何の苦もなく

## 概要
2月3日の節分を大祭として、1月と2月に厄除け護摩祈祷を行っている。鐘楼門より草鞋を履いて参拝祈願し、参拝後に脱いだ草鞋のお焚き上げをして厄を払う風習がある。節分大祭には菊間町の特産品である菊間瓦を使用した鬼瓦御輿が登場し、42歳の厄年の男がかついで町内を練り歩く。また、御輿が境内に入ると、「福は内、鬼も内」という掛け声とともに61歳の厄年の男女が、本堂から豆まき・餅まきをする。
この寺の鬼瓦は1983年に今治市の指定有形文化財に指定され、現在は同市内のかわら館に収蔵されている。

## 歴史
平安時代初期の弘仁6年（815年）四国巡錫中の空海（弘法大師）が、当地の峰に霊感を受けて聖観音を刻み寺院を建立した。これが当寺の起源と伝えられている。また、自らの像も刻んで厄除仏として安置し、厄除けの秘法を修し、その秘法を後世まで残したと言われる。
その後、多くの名僧が継承し、明応年間には、高仙城主得井通敦が田園を寄進、安芸の福島、伊予の加藤が土地を寄進するに及んで寺門は隆盛を極めた。しかし、天正年間の兵火により二度の火災を被り、全ての堂宇は焼失したが、厄除大師像のみは残存した。
人々は唯一残った厄除大師像の法力に驚嘆し信仰し、海上交通の帆船は帆を下げ、門前を往来するものは被り物を脱いで礼拝し、厄除けの別願所として再興し、松山藩主の特別祈願所とされ、山主は城中に年に三度参殿し御守護符を献納するようになり、益々多くの信仰を集め興隆した。

## 境内

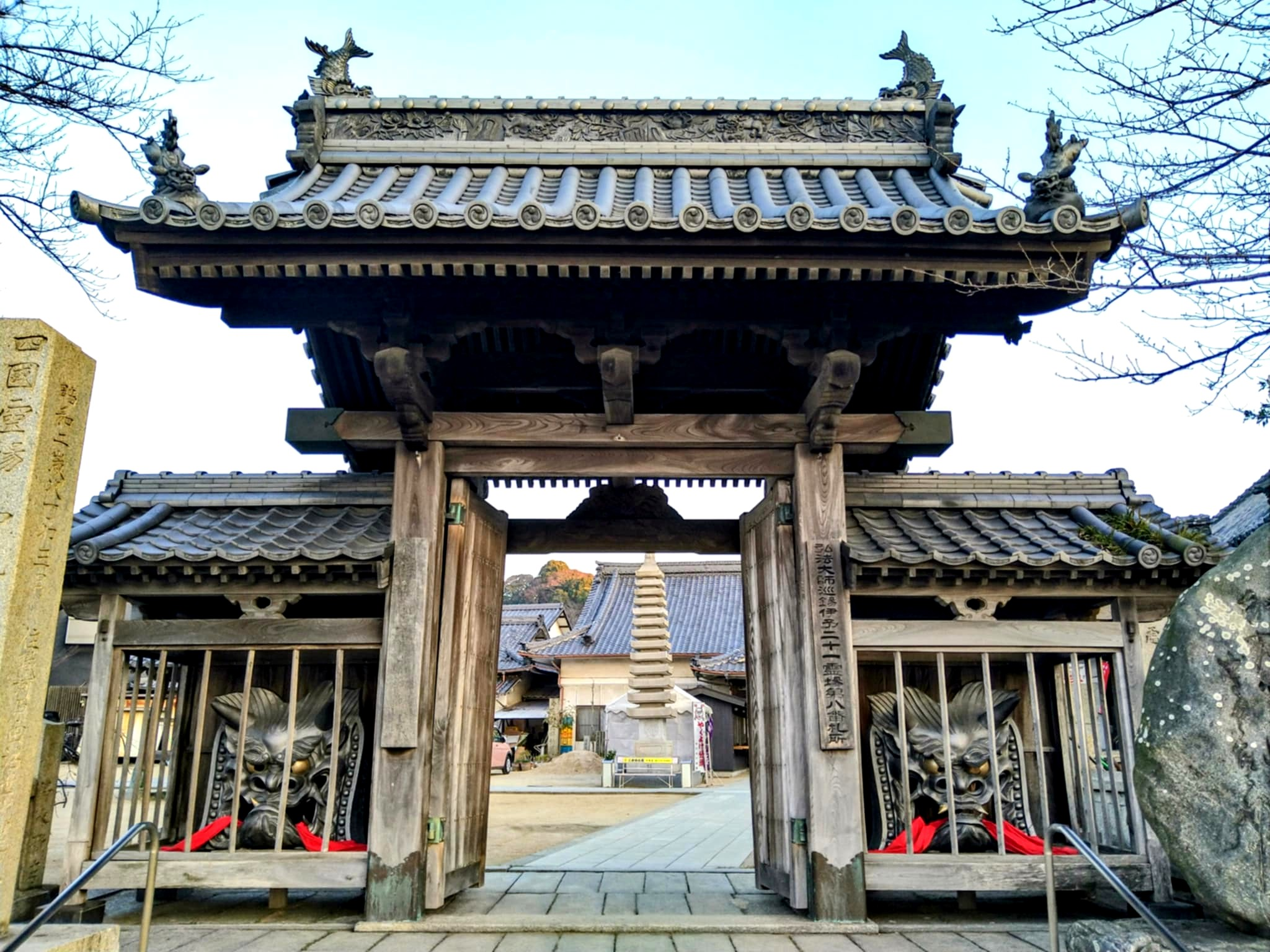
仁王門

- 仁王門：国道に面した北側にあり、ただし仁王像でなく鬼瓦である。
- 鐘楼門：東側の門
- 本堂：本尊は厄除弘法大師像で21年に一度開帳の秘仏。最後は平成29年（2017年）2月11日と12日午前10時から午後3時まで行われた。向かって右脇に不動明王坐像、左脇に金剛夜叉明王坐像。
- 川柳碑：蚊信「ひたすらに生き雨降れど風吹けど」、三柳子「貸す力ないが人情ほっとけず」が山門を入って右に。
- みかへしのそてつ（見返しのソテツ）
- 毛小大姉　地蔵石象の祠

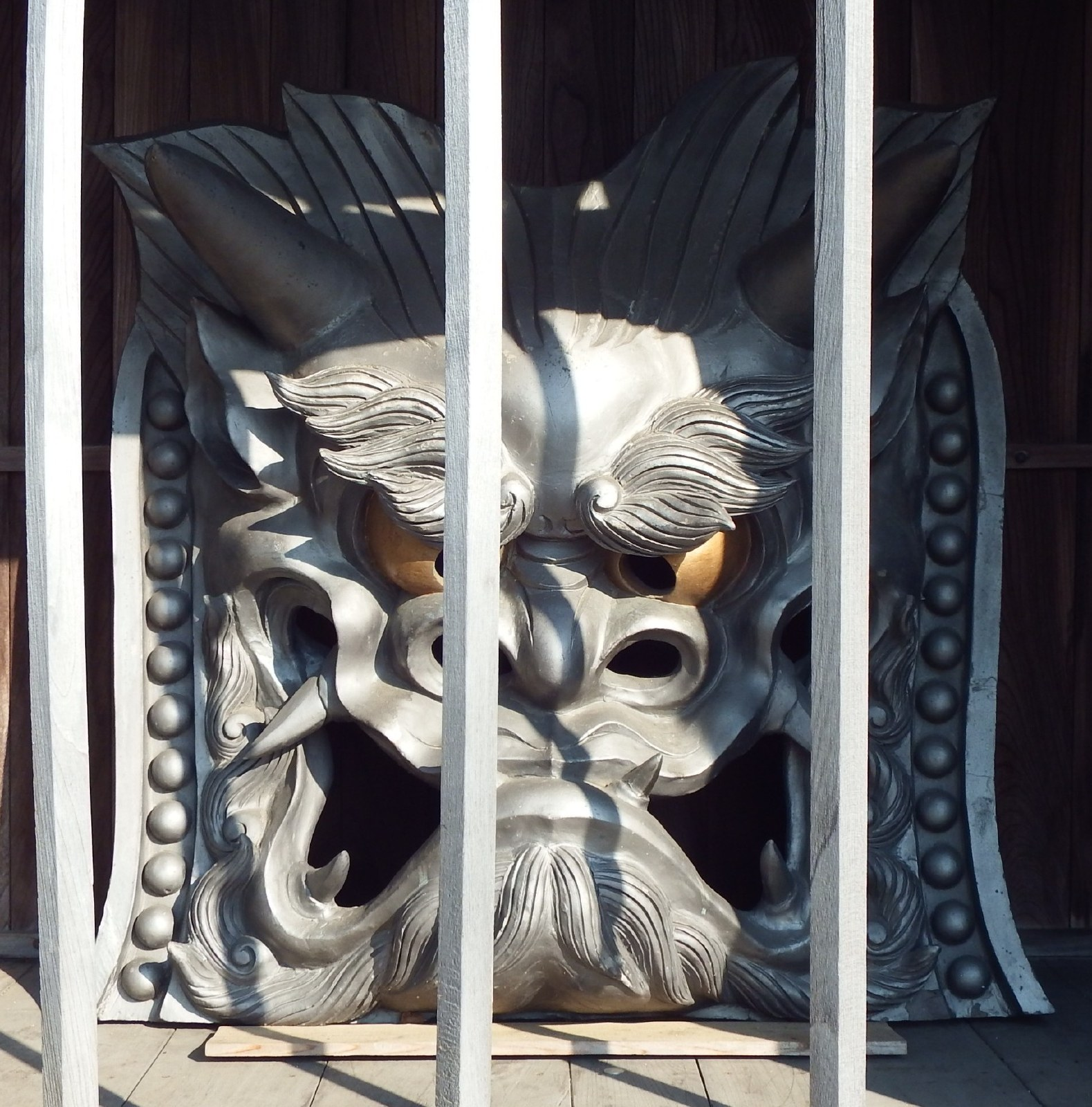
仁王瓦（向かって右）
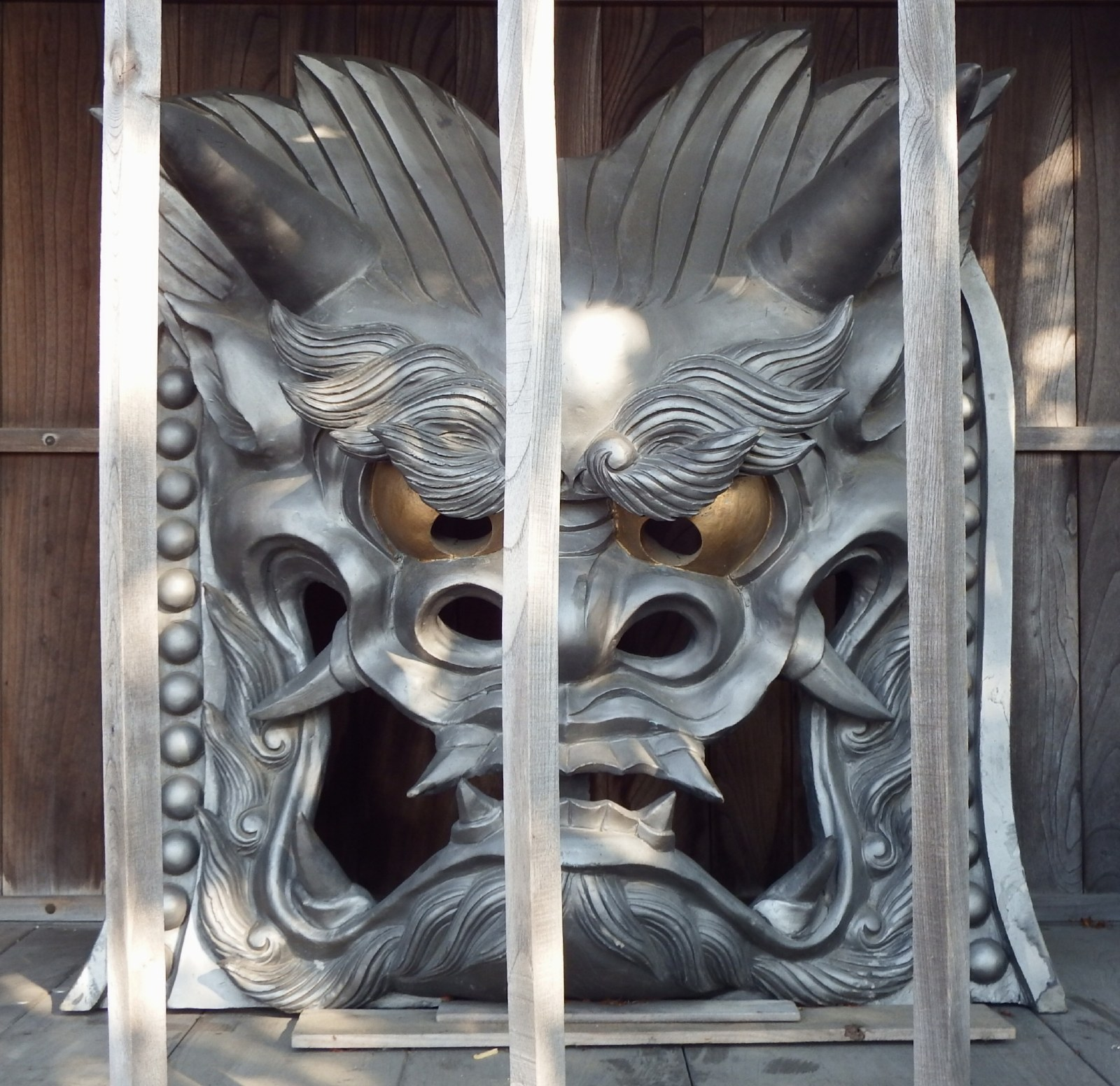
仁王瓦（向かって右）
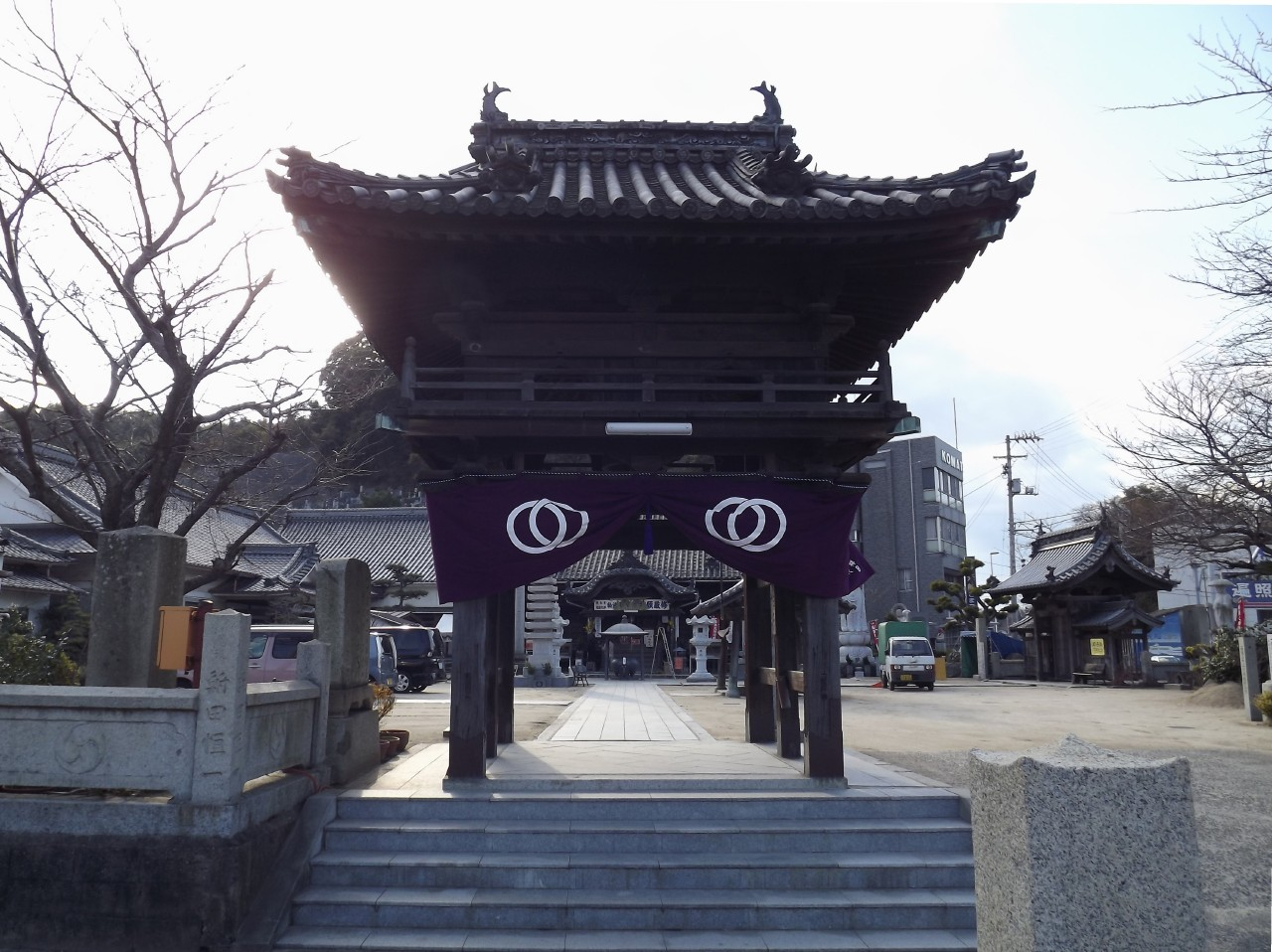
鐘楼門
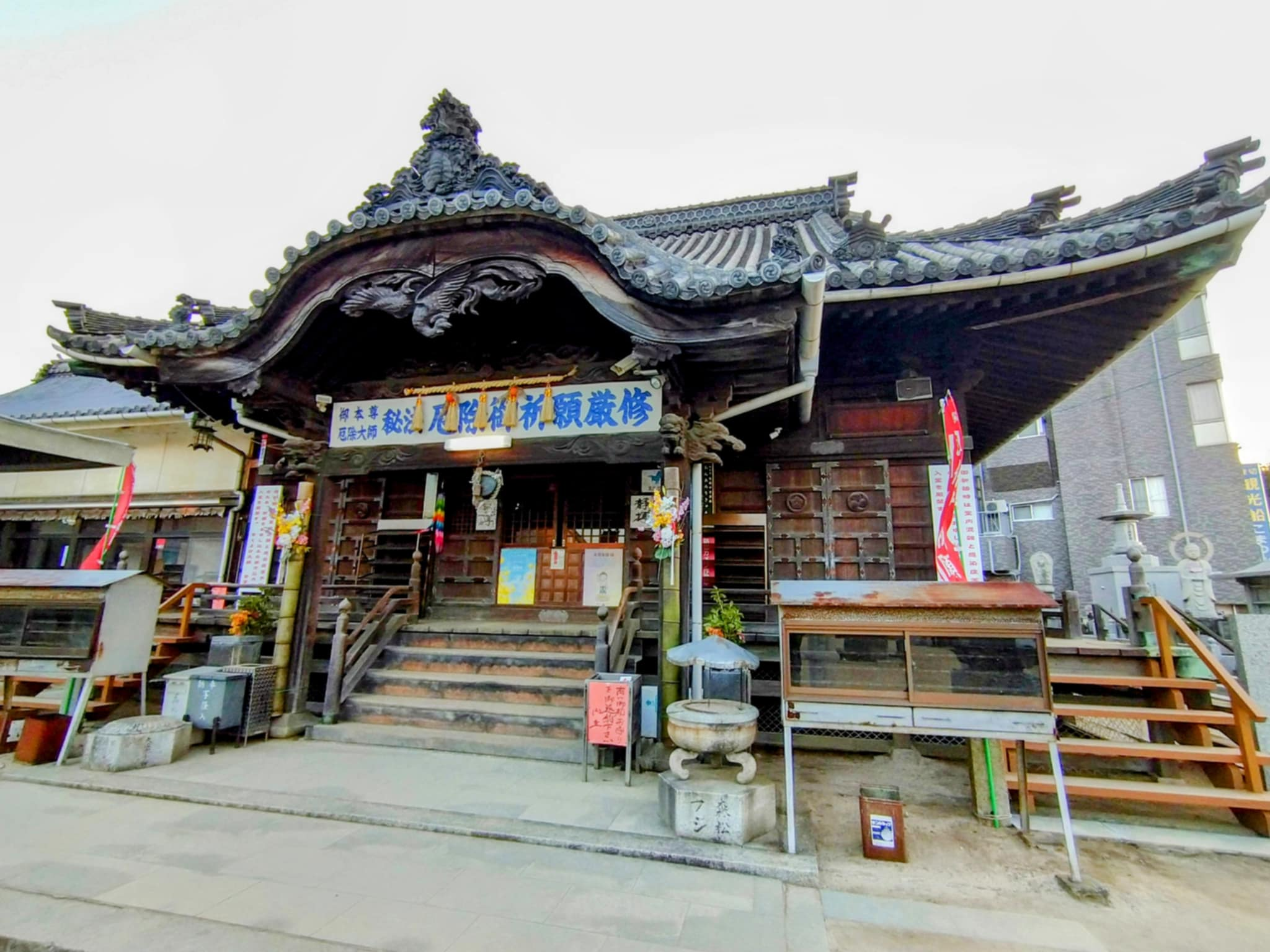
本堂
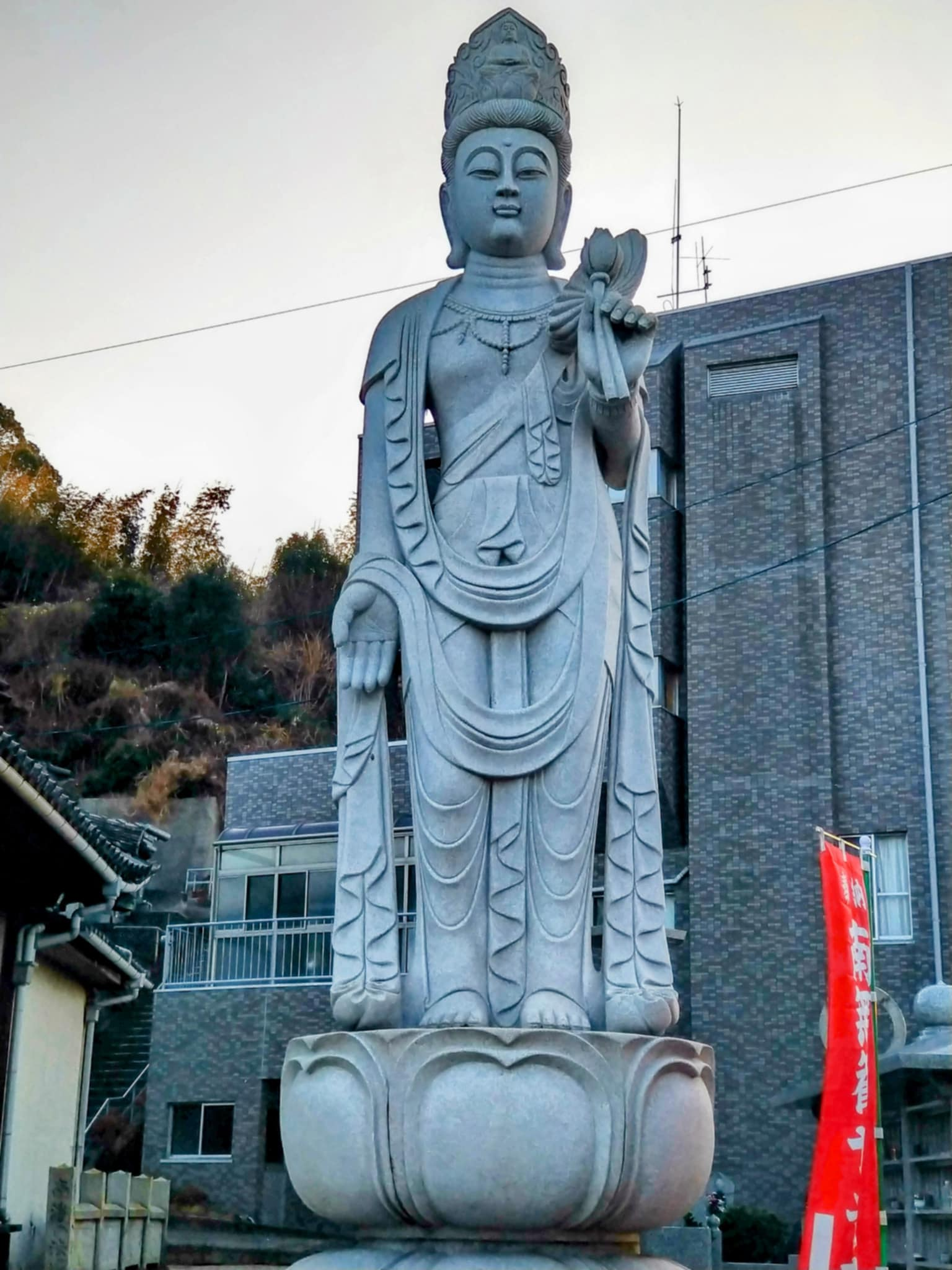
観音菩薩石像

## 前後の札所
新四国曼荼羅霊場
41 光林寺 --- 42 遍照院 --- 43 蓮生寺

## 交通アクセス
- 今治駅より瀬戸内運輸（せとうちバス）菊間線で「菊間」停留所下車してすぐ。
- 松山空港よりいずみ観光空港リムジン（完全予約制）で「菊間遍照院」停留所で下車してすぐ。
- JR四国菊間駅より徒歩で約7分。